# سباق الطريق لنخبة الرجال في بطولة أوروبا للدراجات 2021
سباق الطريق لنخبة الرجال في بطولة أوروبا للدراجات 2021 (بالإيطالية: Campionati europei di ciclismo su strada 2021 - Gara in linea maschile Elite)‏ هو سباق دراجات هوائية، وهو الموسم رقم 6 من سباق الطريق لنخبة الرجال - بطولة أوروبا للدراجات، وأقيم في 12 سبتمبر 2021، وامتدّ لمسافة 179.2 كيلومتر، وهو أحد سباقات بطولة أوروبا للدراجات 2021.
فاز بالمركز الأول سوني كولبريلي، وبالمركز الثاني رمكو أفينبول، وبالمركز الثالث بينوا كوسنيفروي.

## الفرق
| فرق وطنية (36)- فريق بلجيكا لركوب الدراجات للرجال 2021 ‏ - فريق فرنسا لركوب الدراجات للرجال 2021 ‏ - فريق سلوفينيا لركوب الدراجات للرجال 2021‏ - فريق هولندا لركوب الدراجات للرجال 2021 ‏ - فريق إيطاليا لركوب الدراجات للرجال 2021 ‏ - فريق إسبانيا لركوب الدراجات للرجال 2021 ‏ - فريق ألمانيا لركوب الدراجات للرجال 2021‏ - فريق سويسرا لركوب الدراجات 2021 ‏ - فريق البرتغال لركوب الدراجات للرجال 2021 ‏ - فريق روسيا لركوب الدراجات 2021 ‏ - فريق النرويج لركوب الدراجات للرجال 2021 ‏ - فريق جمهورية أيرلندا لركوب الدراجات للرجال 2021‏ - فريق بولندا لركوب الدراجات 2021 ‏ - فريق النمسا لركوب الدراجات للرجال 2021‏ - فريق التشيك لركوب الدراجات للرجال 2021‏ - فريق سلوفاكيا لركوب الدراجات 2021‏ - فريق إستونيا لركوب الدراجات للرجال 2021‏ - فريق أوكرانيا لسباق الدراجات على الطريق للرجال 2021‏ - فريق لوكسمبورغ لركوب الدراجات‏ - فريق روسيا البيضاء لركوب الدراجات للرجال 2021‏ - فريق رومانيا لركوب الدراجات للرجال 2021‏ - فريق ليتوانيا لركوب الدراجات للرجال 2021‏ - فريق المجر لركوب الدراجات للرجال 2021‏ - فريق السويد لركوب الدراجات للرجال 2021‏ - فريق اليونان لركوب الدراجات للرجال 2021‏ - منتخب ألبانيا لركوب الدراجات للرجال‏ - فريق فنلندا لركوب الدراجات للرجال 2021‏ - فريق إسرائيل لسباق الدراجات على الطريق للرجال‏ - منتخب كرواتيا الوطني لسباق الدراجات على الطريق للرجال 2021‏ - فريق بلغاريا لركوب الدراجات للرجال‏ - فريق آيسلندا لسباق الدراجات للرجال‏ - منتخب مولدوفا لركوب الدراجات للرجال‏ - فريق مقدونيا الشمالية لسباق الدراجات للرجال‏ - فريق قبرص لسباق الدراجات للرجال 2021‏ - فريق موناكو لسباق الدراجات للرجال‏ - منتخب أذربيجان الوطني لسباق الدراجات على الطريق للرجال 2021‏ |  |
| |  |

## المشاركون
| فريق بلجيكا لركوب الدراجات للرجال 2021 ‏ BEL | فريق بلجيكا لركوب الدراجات للرجال 2021 ‏ BEL | فريق بلجيكا لركوب الدراجات للرجال 2021 ‏ BEL |
| ------------------------------------------- | ------------------------------------------- | ------------------------------------------- |
| م                                           | عداء                                        | مرتبة                                       |
| 1                                           | فكتور كامبنارتس                             | 10                                          |
| 2                                           | Stan Dewulf ‏                                | 11                                          |
| 3                                           | رمكو أفينبول                                | 2                                           |
| 4                                           | فيليب جيلبير                                | لم يكمل السباق                              |
| 5                                           | بن هيرمانز                                  | 8                                           |
| 6                                           | ديلان تيونز                                 | لم يكمل السباق                              |
| 7                                           | Harm Vanhoucke ‏                             | 31                                          |
| 8                                           | جياني فرميش                                 | لم يكمل السباق                              |

| فريق فرنسا لركوب الدراجات للرجال 2021 ‏ FRA | فريق فرنسا لركوب الدراجات للرجال 2021 ‏ FRA | فريق فرنسا لركوب الدراجات للرجال 2021 ‏ FRA |
| ------------------------------------------ | ------------------------------------------ | ------------------------------------------ |
| م                                          | عداء                                       | مرتبة                                      |
| 9                                          | رومان بارديه                               | 12                                         |
| 10                                         | وارن بارجويل                               | 25                                         |
| 11                                         | Franck Bonnamour ‏                          | لم يكمل السباق                             |
| 12                                         | بينوا كوسنيفروي                            | 3                                          |
| 13                                         | فالنتين مادواس                             | لم يكمل السباق                             |
| 14                                         | Aurélien Paret-Peintre ‏                    | لم يكمل السباق                             |
| 15                                         | بيير لوك بيريشون                           | لم يكمل السباق                             |
| 16                                         | تيبو بينو                                  | لم يكمل السباق                             |

| فريق سلوفينيا لركوب الدراجات للرجال 2021‏ SLO | فريق سلوفينيا لركوب الدراجات للرجال 2021‏ SLO | فريق سلوفينيا لركوب الدراجات للرجال 2021‏ SLO |
| -------------------------------------------- | -------------------------------------------- | -------------------------------------------- |
| م                                            | عداء                                         | مرتبة                                        |
| 17                                           | Žiga Jerman ‏                                 | لم يكمل السباق                               |
| 18                                           | ماتج موهوريك                                 | 13                                           |
| 19                                           | دومين نوفاك                                  | لم يكمل السباق                               |
| 20                                           | ديفيد بير                                    | لم يكمل السباق                               |
| 21                                           | تادي بوجار                                   | 5                                            |

| فريق هولندا لركوب الدراجات للرجال 2021 ‏ NED | فريق هولندا لركوب الدراجات للرجال 2021 ‏ NED | فريق هولندا لركوب الدراجات للرجال 2021 ‏ NED |
| ------------------------------------------- | ------------------------------------------- | ------------------------------------------- |
| م                                           | عداء                                        | مرتبة                                       |
| 22                                          | Koen Bouwman ‏                               | 19                                          |
| 23                                          | سيباستيان لانجفيلد                          | لم يكمل السباق                              |
| 25                                          | باوك موليما                                 | 17                                          |
| 26                                          | تيمو روزن                                   | لم يكمل السباق                              |
| 27                                          | Ide Schelling ‏                              | لم يكمل السباق                              |
| 28                                          | Julius van den Berg ‏                        | لم يكمل السباق                              |
| 29                                          | نيك فان دير لييك                            | لم يكمل السباق                              |

| فريق إيطاليا لركوب الدراجات للرجال 2021 ‏ ITA | فريق إيطاليا لركوب الدراجات للرجال 2021 ‏ ITA | فريق إيطاليا لركوب الدراجات للرجال 2021 ‏ ITA |
| -------------------------------------------- | -------------------------------------------- | -------------------------------------------- |
| م                                            | عداء                                         | مرتبة                                        |
| 30                                           | جيوفاني أليوتي                               | لم يكمل السباق                               |
| 31                                           | Andrea Bagioli ‏                              | لم يكمل السباق                               |
| 32                                           | ماتيا كاتانيو                                | لم يكمل السباق                               |
| 33                                           | سوني كولبريلي                                | 1                                            |
| 34                                           | فيليبو غانا                                  | لم يكمل السباق                               |
| 35                                           | جياني موسكون                                 | 30                                           |
| 36                                           | ماتيو ترينتين                                | 4                                            |
| 37                                           | دييغو يليسي                                  | 15                                           |

| فريق إسبانيا لركوب الدراجات للرجال 2021 ‏ ESP | فريق إسبانيا لركوب الدراجات للرجال 2021 ‏ ESP | فريق إسبانيا لركوب الدراجات للرجال 2021 ‏ ESP |
| -------------------------------------------- | -------------------------------------------- | -------------------------------------------- |
| م                                            | عداء                                         | مرتبة                                        |
| 38                                           | Roger Adrià ‏                                 | 29                                           |
| 39                                           | ديفيد دي لا كروز                             | لم يكمل السباق                               |
| 40                                           | إيمانول إرفيتي                               | لم يكمل السباق                               |
| 41                                           | إيفان غارسيا                                 | لم يكمل السباق                               |
| 42                                           | جوركا إيزاجير                                | لم يكمل السباق                               |
| 43                                           | جون ازقيراي                                  | لم يكمل السباق                               |
| 44                                           | مايكل اندا                                   | لم يكمل السباق                               |
| 45                                           | Antonio Jesús Soto ‏                          | لم يكمل السباق                               |

| فريق ألمانيا لركوب الدراجات للرجال 2021‏ GER | فريق ألمانيا لركوب الدراجات للرجال 2021‏ GER | فريق ألمانيا لركوب الدراجات للرجال 2021‏ GER |
| ------------------------------------------- | ------------------------------------------- | ------------------------------------------- |
| م                                           | عداء                                        | مرتبة                                       |
| 46                                          | سيمون جيشكي                                 | 16                                          |
| 47                                          | ميغيل هايدمان ‏                              | لم يكمل السباق                              |
| 48                                          | Florian Lipowitz ‏                           | لم يكمل السباق                              |
| 49                                          | يوناس راب                                   | لم يكمل السباق                              |
| 50                                          | Jonas Rutsch ‏                               | لم يكمل السباق                              |
| 51                                          | Immanuel Stark ‏                             | لم يكمل السباق                              |
| 52                                          | Jannik Steimle ‏                             | لم يكمل السباق                              |
| 53                                          | Georg Steinhauser ‏                          | لم يكمل السباق                              |

| فريق سويسرا لركوب الدراجات 2021 ‏ SUI | فريق سويسرا لركوب الدراجات 2021 ‏ SUI | فريق سويسرا لركوب الدراجات 2021 ‏ SUI |
| ------------------------------------ | ------------------------------------ | ------------------------------------ |
| م                                    | عداء                                 | مرتبة                                |
| 54                                   | ماتيو باديلاتي                       | 24                                   |
| 55                                   | مارك هيرشي                           | 6                                    |
| 56                                   | Fabian Lienhard ‏                     | لم يكمل السباق                       |
| 57                                   | Gino Mäder ‏                          | لم يكمل السباق                       |
| 58                                   | Simon Pellaud ‏                       | لم يكمل السباق                       |
| 59                                   | سيباستيان رايشنباخ                   | 27                                   |
| 60                                   | Roland Thalmann ‏                     | لم يكمل السباق                       |
| 61                                   | Yannis Voisard ‏                      | لم يكمل السباق                       |

| فريق البرتغال لركوب الدراجات للرجال 2021 ‏ POR | فريق البرتغال لركوب الدراجات للرجال 2021 ‏ POR | فريق البرتغال لركوب الدراجات للرجال 2021 ‏ POR |
| --------------------------------------------- | --------------------------------------------- | --------------------------------------------- |
| م                                             | عداء                                          | مرتبة                                         |
| 62                                            | جواو ألميدا                                   | 14                                            |
| 63                                            | روي كوستا                                     | 18                                            |
| 64                                            | روبن جيريرو                                   | لم يكمل السباق                                |
| 65                                            | نيلسون أوليفيرا                               | 28                                            |
| 66                                            | روي أوليفيرا                                  | لم يكمل السباق                                |
| 67                                            | رافاييل ريس                                   | لم يكمل السباق                                |

| فريق روسيا لركوب الدراجات 2021 ‏ RUS | فريق روسيا لركوب الدراجات 2021 ‏ RUS | فريق روسيا لركوب الدراجات 2021 ‏ RUS |
| ----------------------------------- | ----------------------------------- | ----------------------------------- |
| م                                   | عداء                                | مرتبة                               |
| 68                                  | سيرجي تشيرنيتسكي                    | 26                                  |
| 69                                  | Pavel Kochetkov ‏                    | لم يكمل السباق                      |
| 70                                  | رومان ماكين                         | لم يكمل السباق                      |
| 71                                  | دينيس نكراسوف                       | لم يكمل السباق                      |
| 72                                  | Artem Nych ‏                         | لم يكمل السباق                      |
| 73                                  | بافل سيفاكوف                        | 9                                   |
| 74                                  | ديمتري ستراخوف                      | 21                                  |

| فريق النرويج لركوب الدراجات للرجال 2021 ‏ NOR | فريق النرويج لركوب الدراجات للرجال 2021 ‏ NOR | فريق النرويج لركوب الدراجات للرجال 2021 ‏ NOR |
| -------------------------------------------- | -------------------------------------------- | -------------------------------------------- |
| م                                            | عداء                                         | مرتبة                                        |
| 75                                           | Kristian Aasvold ‏                            | لم يكمل السباق                               |
| 76                                           | Sven Erik Bystrøm ‏                           | لم يكمل السباق                               |
| 77                                           | أودد كريستيان إيكينغ                         | 23                                           |
| 78                                           | ماركوس هويلجارد                              | 7                                            |
| 79                                           | ألكسندر كريستوف                              | لم يكمل السباق                               |
| 80                                           | Andreas Leknessund ‏                          | لم يكمل السباق                               |

| فريق جمهورية أيرلندا لركوب الدراجات للرجال 2021‏ IRL | فريق جمهورية أيرلندا لركوب الدراجات للرجال 2021‏ IRL | فريق جمهورية أيرلندا لركوب الدراجات للرجال 2021‏ IRL |
| --------------------------------------------------- | --------------------------------------------------- | --------------------------------------------------- |
| م                                                   | عداء                                                | مرتبة                                               |
| 81                                                  | سام بينيت                                           | لم يكمل السباق                                      |
| 82                                                  | Conn McDunphy ‏                                      | لم يكمل السباق                                      |
| 83                                                  | ريان مولين                                          | لم يكمل السباق                                      |
| 84                                                  | Matthew Teggart ‏                                    | لم يكمل السباق                                      |

| فريق بولندا لركوب الدراجات 2021 ‏ POL | فريق بولندا لركوب الدراجات 2021 ‏ POL | فريق بولندا لركوب الدراجات 2021 ‏ POL |
| ------------------------------------ | ------------------------------------ | ------------------------------------ |
| م                                    | عداء                                 | مرتبة                                |
| 85                                   | Marcin Budziński (cyclist) ‏          | لم يكمل السباق                       |
| 86                                   | ميخال غولاش                          | لم يكمل السباق                       |
| 87                                   | ياكوب كازماريك                       | لم يكمل السباق                       |
| 88                                   | Przemysław Kasperkiewicz ‏            | لم يكمل السباق                       |
| 89                                   | ماسيج باتيرسكي                       | لم يكمل السباق                       |
| 90                                   | Szymon Tracz ‏                        | لم يكمل السباق                       |

| فريق النمسا لركوب الدراجات للرجال 2021‏ AUT | فريق النمسا لركوب الدراجات للرجال 2021‏ AUT | فريق النمسا لركوب الدراجات للرجال 2021‏ AUT |
| ------------------------------------------ | ------------------------------------------ | ------------------------------------------ |
| م                                          | عداء                                       | مرتبة                                      |
| 91                                         | فيليكس غال                                 | لم يكمل السباق                             |
| 92                                         | فيليكس جروس شارتنر                         | 22                                         |
| 93                                         | ماركو هالر                                 | لم يكمل السباق                             |
| 94                                         | هيرمان بيرنشتاينر                          | لم يكمل السباق                             |
| 95                                         | Sebastian Schönberger ‏                     | لم يكمل السباق                             |

| فريق التشيك لركوب الدراجات للرجال 2021‏ CZE | فريق التشيك لركوب الدراجات للرجال 2021‏ CZE | فريق التشيك لركوب الدراجات للرجال 2021‏ CZE |
| ------------------------------------------ | ------------------------------------------ | ------------------------------------------ |
| م                                          | عداء                                       | مرتبة                                      |
| 96                                         | جان بارتا                                  | لم يكمل السباق                             |
| 97                                         | Michael Kukrle ‏                            | 20                                         |
| 98                                         | زدينيك ستيبار                              | لم يكمل السباق                             |
| 99                                         | Adam Ťoupalík ‏                             | لم يكمل السباق                             |
| 100                                        | دانيال توريك                               | لم يكمل السباق                             |

| فريق سلوفاكيا لركوب الدراجات 2021‏ SVK | فريق سلوفاكيا لركوب الدراجات 2021‏ SVK | فريق سلوفاكيا لركوب الدراجات 2021‏ SVK |
| ------------------------------------- | ------------------------------------- | ------------------------------------- |
| م                                     | عداء                                  | مرتبة                                 |
| 101                                   | Juraj Bellan ‏                         | لم يكمل السباق                        |
| 102                                   | Marek Čanecký ‏                        | لم يكمل السباق                        |
| 103                                   | مارتن هارينغ ‏                         | لم يكمل السباق                        |
| 104                                   | جوراج ساغان                           | لم يكمل السباق                        |
| 105                                   | بيتر ساغان                            | لم يكمل السباق                        |
| 106                                   | Patrik Tybor ‏                         | لم يكمل السباق                        |

| فريق إستونيا لركوب الدراجات للرجال 2021‏ EST | فريق إستونيا لركوب الدراجات للرجال 2021‏ EST | فريق إستونيا لركوب الدراجات للرجال 2021‏ EST |
| ------------------------------------------- | ------------------------------------------- | ------------------------------------------- |
| م                                           | عداء                                        | مرتبة                                       |
| 107                                         | Gert Kivistik ‏                              | لم يكمل السباق                              |
| 108                                         | Karl Patrick Lauk ‏                          | لم يكمل السباق                              |
| 109                                         | ميكيل ريم                                   | لم يكمل السباق                              |
| 110                                         | Rein Taaramäe                               | لم يكمل السباق                              |
| 111                                         | Norman Vahtra ‏                              | لم يكمل السباق                              |

| فريق أوكرانيا لسباق الدراجات على الطريق للرجال 2021‏ UKR | فريق أوكرانيا لسباق الدراجات على الطريق للرجال 2021‏ UKR | فريق أوكرانيا لسباق الدراجات على الطريق للرجال 2021‏ UKR |
| ------------------------------------------------------- | ------------------------------------------------------- | ------------------------------------------------------- |
| م                                                       | عداء                                                    | مرتبة                                                   |
| 112                                                     | Anatolii Budiak ‏                                        | لم يكمل السباق                                          |
| 113                                                     | Vitaliy Buts ‏                                           | لم يكمل السباق                                          |
| 114                                                     | Oleksandr Golovash ‏                                     | لم يكمل السباق                                          |
| 115                                                     | Mykhaylo Kononenko ‏                                     | لم يكمل السباق                                          |
| 116                                                     | Andriy Kulyk ‏                                           | لم يكمل السباق                                          |
| 117                                                     | مارك بادون                                              | لم يكمل السباق                                          |

| فريق لوكسمبورغ لركوب الدراجات‏ LUX | فريق لوكسمبورغ لركوب الدراجات‏ LUX | فريق لوكسمبورغ لركوب الدراجات‏ LUX |
| --------------------------------- | --------------------------------- | --------------------------------- |
| م                                 | عداء                              | مرتبة                             |
| 118                               | Kevin Geniets ‏                    | لم يكمل السباق                    |
| 119                               | ميشيل رييس                        | لم يكمل السباق                    |
| 120                               | Luc Wirtgen ‏                      | لم يكمل السباق                    |
| 121                               | Jan Petelin ‏                      | لم يكمل السباق                    |

| فريق روسيا البيضاء لركوب الدراجات للرجال 2021‏ BLR | فريق روسيا البيضاء لركوب الدراجات للرجال 2021‏ BLR | فريق روسيا البيضاء لركوب الدراجات للرجال 2021‏ BLR |
| ------------------------------------------------- | ------------------------------------------------- | ------------------------------------------------- |
| م                                                 | عداء                                              | مرتبة                                             |
| 122                                               | Aleksandr Riabushenko ‏                            | لم يكمل السباق                                    |

| فريق رومانيا لركوب الدراجات للرجال 2021‏ ROU | فريق رومانيا لركوب الدراجات للرجال 2021‏ ROU | فريق رومانيا لركوب الدراجات للرجال 2021‏ ROU |
| ------------------------------------------- | ------------------------------------------- | ------------------------------------------- |
| م                                           | عداء                                        | مرتبة                                       |
| 123                                         | إميل ديمة ‏                                  | لم يكمل السباق                              |

| فريق ليتوانيا لركوب الدراجات للرجال 2021‏ LTU | فريق ليتوانيا لركوب الدراجات للرجال 2021‏ LTU | فريق ليتوانيا لركوب الدراجات للرجال 2021‏ LTU |
| -------------------------------------------- | -------------------------------------------- | -------------------------------------------- |
| م                                            | عداء                                         | مرتبة                                        |
| 124                                          | Edgaras Kovaliovas ‏                          | لم يكمل السباق                               |
| 125                                          | Venantas Lašinis ‏                            | لم يكمل السباق                               |
| 126                                          | افالداس سيسكفهيوس                            | لم يكمل السباق                               |

| فريق المجر لركوب الدراجات للرجال 2021‏ HUN | فريق المجر لركوب الدراجات للرجال 2021‏ HUN | فريق المجر لركوب الدراجات للرجال 2021‏ HUN |
| ----------------------------------------- | ----------------------------------------- | ----------------------------------------- |
| م                                         | عداء                                      | مرتبة                                     |
| 127                                       | Viktor Filutás ‏                           | لم يكمل السباق                            |
| 128                                       | Barnabás Peák ‏                            | لم يكمل السباق                            |
| 129                                       | János Pelikán ‏                            | لم يكمل السباق                            |
| 130                                       | أتيلا فالتر                               | لم يكمل السباق                            |

| فريق السويد لركوب الدراجات للرجال 2021‏ SWE | فريق السويد لركوب الدراجات للرجال 2021‏ SWE | فريق السويد لركوب الدراجات للرجال 2021‏ SWE |
| ------------------------------------------ | ------------------------------------------ | ------------------------------------------ |
| م                                          | عداء                                       | مرتبة                                      |
| 131                                        | لوكاس أريكسون                              | لم يكمل السباق                             |
| 132                                        | كيم ماجنوسون                               | لم يكمل السباق                             |

| فريق اليونان لركوب الدراجات للرجال 2021‏ GRE | فريق اليونان لركوب الدراجات للرجال 2021‏ GRE | فريق اليونان لركوب الدراجات للرجال 2021‏ GRE |
| ------------------------------------------- | ------------------------------------------- | ------------------------------------------- |
| م                                           | عداء                                        | مرتبة                                       |
| 133                                         | Georgios Boutopoulos ‏                       | لم يكمل السباق                              |

| منتخب ألبانيا لركوب الدراجات للرجال‏ ALB | منتخب ألبانيا لركوب الدراجات للرجال‏ ALB | منتخب ألبانيا لركوب الدراجات للرجال‏ ALB |
| --------------------------------------- | --------------------------------------- | --------------------------------------- |
| م                                       | عداء                                    | مرتبة                                   |
| 134                                     | Marolino Hoxha ‏                         | لم يكمل السباق                          |
| 135                                     | Mejdin Malhani‏                          | لم يكمل السباق                          |
| 136                                     | Ylber Sefa ‏                             | لم يكمل السباق                          |
| 137                                     | Olsian Velia ‏                           | لم يكمل السباق                          |

| فريق فنلندا لركوب الدراجات للرجال 2021‏ FIN | فريق فنلندا لركوب الدراجات للرجال 2021‏ FIN | فريق فنلندا لركوب الدراجات للرجال 2021‏ FIN |
| ------------------------------------------ | ------------------------------------------ | ------------------------------------------ |
| م                                          | عداء                                       | مرتبة                                      |
| 138                                        | Ukko Peltonen ‏                             | لم يكمل السباق                             |

| فريق إسرائيل لسباق الدراجات على الطريق للرجال‏ ISR | فريق إسرائيل لسباق الدراجات على الطريق للرجال‏ ISR | فريق إسرائيل لسباق الدراجات على الطريق للرجال‏ ISR |
| ------------------------------------------------- | ------------------------------------------------- | ------------------------------------------------- |
| م                                                 | عداء                                              | مرتبة                                             |
| 139                                               | Omer Goldstein ‏                                   | لم يكمل السباق                                    |
| 140                                               | قاي ساقيف                                         | لم يكمل السباق                                    |

| منتخب كرواتيا الوطني لسباق الدراجات على الطريق للرجال 2021‏ CRO | منتخب كرواتيا الوطني لسباق الدراجات على الطريق للرجال 2021‏ CRO | منتخب كرواتيا الوطني لسباق الدراجات على الطريق للرجال 2021‏ CRO |
| -------------------------------------------------------------- | -------------------------------------------------------------- | -------------------------------------------------------------- |
| م                                                              | عداء                                                           | مرتبة                                                          |
| 141                                                            | Josip Rumac ‏                                                   | لم يكمل السباق                                                 |

| فريق بلغاريا لركوب الدراجات للرجال‏ BUL | فريق بلغاريا لركوب الدراجات للرجال‏ BUL | فريق بلغاريا لركوب الدراجات للرجال‏ BUL |
| -------------------------------------- | -------------------------------------- | -------------------------------------- |
| م                                      | عداء                                   | مرتبة                                  |
| 142                                    | Spas Gyurov ‏                           | لم يكمل السباق                         |

| فريق آيسلندا لسباق الدراجات للرجال‏ ISL | فريق آيسلندا لسباق الدراجات للرجال‏ ISL | فريق آيسلندا لسباق الدراجات للرجال‏ ISL |
| -------------------------------------- | -------------------------------------- | -------------------------------------- |
| م                                      | عداء                                   | مرتبة                                  |
| 143                                    | Hafsteinn Geirsson ‏                    | لم يكمل السباق                         |
| 144                                    | Ingvar Ómarsson ‏                       | لم يكمل السباق                         |

| منتخب مولدوفا لركوب الدراجات للرجال‏ MDA | منتخب مولدوفا لركوب الدراجات للرجال‏ MDA | منتخب مولدوفا لركوب الدراجات للرجال‏ MDA |
| --------------------------------------- | --------------------------------------- | --------------------------------------- |
| م                                       | عداء                                    | مرتبة                                   |
| 145                                     | كريستيان رايليانو                       | لم يكمل السباق                          |

| فريق مقدونيا الشمالية لسباق الدراجات للرجال‏ MKD | فريق مقدونيا الشمالية لسباق الدراجات للرجال‏ MKD | فريق مقدونيا الشمالية لسباق الدراجات للرجال‏ MKD |
| ----------------------------------------------- | ----------------------------------------------- | ----------------------------------------------- |
| م                                               | عداء                                            | مرتبة                                           |
| 146                                             | Andrej Petrovski ‏                               | لم يكمل السباق                                  |

| فريق قبرص لسباق الدراجات للرجال 2021‏ CYP | فريق قبرص لسباق الدراجات للرجال 2021‏ CYP | فريق قبرص لسباق الدراجات للرجال 2021‏ CYP |
| ---------------------------------------- | ---------------------------------------- | ---------------------------------------- |
| م                                        | عداء                                     | مرتبة                                    |
| 147                                      | Andreas Miltiadis ‏                       | لم يكمل السباق                           |

| فريق موناكو لسباق الدراجات للرجال‏ MON | فريق موناكو لسباق الدراجات للرجال‏ MON | فريق موناكو لسباق الدراجات للرجال‏ MON |
| ------------------------------------- | ------------------------------------- | ------------------------------------- |
| م                                     | عداء                                  | مرتبة                                 |
| 148                                   | Antoine Berlin ‏                       | لم يكمل السباق                        |
| 149                                   | Victor Langellotti ‏                   | لم يكمل السباق                        |

| منتخب أذربيجان الوطني لسباق الدراجات على الطريق للرجال 2021‏ AZE | منتخب أذربيجان الوطني لسباق الدراجات على الطريق للرجال 2021‏ AZE | منتخب أذربيجان الوطني لسباق الدراجات على الطريق للرجال 2021‏ AZE |
| --------------------------------------------------------------- | --------------------------------------------------------------- | --------------------------------------------------------------- |
| م                                                               | عداء                                                            | مرتبة                                                           |
| 150                                                             | Musa Mikayilzade ‏                                               | لم يكمل السباق                                                  |

| فريق بلجيكا لركوب الدراجات للرجال 2021 ‏ BEL | فريق بلجيكا لركوب الدراجات للرجال 2021 ‏ BEL | فريق بلجيكا لركوب الدراجات للرجال 2021 ‏ BEL |
| ------------------------------------------- | ------------------------------------------- | ------------------------------------------- |
| م                                           | عداء                                        | مرتبة                                       |
| 1                                           | فكتور كامبنارتس                             | 10                                          |
| 2                                           | Stan Dewulf ‏                                | 11                                          |
| 3                                           | رمكو أفينبول                                | 2                                           |
| 4                                           | فيليب جيلبير                                | لم يكمل السباق                              |
| 5                                           | بن هيرمانز                                  | 8                                           |
| 6                                           | ديلان تيونز                                 | لم يكمل السباق                              |
| 7                                           | Harm Vanhoucke ‏                             | 31                                          |
| 8                                           | جياني فرميش                                 | لم يكمل السباق                              |

| فريق فرنسا لركوب الدراجات للرجال 2021 ‏ FRA | فريق فرنسا لركوب الدراجات للرجال 2021 ‏ FRA | فريق فرنسا لركوب الدراجات للرجال 2021 ‏ FRA |
| ------------------------------------------ | ------------------------------------------ | ------------------------------------------ |
| م                                          | عداء                                       | مرتبة                                      |
| 9                                          | رومان بارديه                               | 12                                         |
| 10                                         | وارن بارجويل                               | 25                                         |
| 11                                         | Franck Bonnamour ‏                          | لم يكمل السباق                             |
| 12                                         | بينوا كوسنيفروي                            | 3                                          |
| 13                                         | فالنتين مادواس                             | لم يكمل السباق                             |
| 14                                         | Aurélien Paret-Peintre ‏                    | لم يكمل السباق                             |
| 15                                         | بيير لوك بيريشون                           | لم يكمل السباق                             |
| 16                                         | تيبو بينو                                  | لم يكمل السباق                             |

| فريق سلوفينيا لركوب الدراجات للرجال 2021‏ SLO | فريق سلوفينيا لركوب الدراجات للرجال 2021‏ SLO | فريق سلوفينيا لركوب الدراجات للرجال 2021‏ SLO |
| -------------------------------------------- | -------------------------------------------- | -------------------------------------------- |
| م                                            | عداء                                         | مرتبة                                        |
| 17                                           | Žiga Jerman ‏                                 | لم يكمل السباق                               |
| 18                                           | ماتج موهوريك                                 | 13                                           |
| 19                                           | دومين نوفاك                                  | لم يكمل السباق                               |
| 20                                           | ديفيد بير                                    | لم يكمل السباق                               |
| 21                                           | تادي بوجار                                   | 5                                            |

| فريق هولندا لركوب الدراجات للرجال 2021 ‏ NED | فريق هولندا لركوب الدراجات للرجال 2021 ‏ NED | فريق هولندا لركوب الدراجات للرجال 2021 ‏ NED |
| ------------------------------------------- | ------------------------------------------- | ------------------------------------------- |
| م                                           | عداء                                        | مرتبة                                       |
| 22                                          | Koen Bouwman ‏                               | 19                                          |
| 23                                          | سيباستيان لانجفيلد                          | لم يكمل السباق                              |
| 25                                          | باوك موليما                                 | 17                                          |
| 26                                          | تيمو روزن                                   | لم يكمل السباق                              |
| 27                                          | Ide Schelling ‏                              | لم يكمل السباق                              |
| 28                                          | Julius van den Berg ‏                        | لم يكمل السباق                              |
| 29                                          | نيك فان دير لييك                            | لم يكمل السباق                              |

| فريق إيطاليا لركوب الدراجات للرجال 2021 ‏ ITA | فريق إيطاليا لركوب الدراجات للرجال 2021 ‏ ITA | فريق إيطاليا لركوب الدراجات للرجال 2021 ‏ ITA |
| -------------------------------------------- | -------------------------------------------- | -------------------------------------------- |
| م                                            | عداء                                         | مرتبة                                        |
| 30                                           | جيوفاني أليوتي                               | لم يكمل السباق                               |
| 31                                           | Andrea Bagioli ‏                              | لم يكمل السباق                               |
| 32                                           | ماتيا كاتانيو                                | لم يكمل السباق                               |
| 33                                           | سوني كولبريلي                                | 1                                            |
| 34                                           | فيليبو غانا                                  | لم يكمل السباق                               |
| 35                                           | جياني موسكون                                 | 30                                           |
| 36                                           | ماتيو ترينتين                                | 4                                            |
| 37                                           | دييغو يليسي                                  | 15                                           |

| فريق إسبانيا لركوب الدراجات للرجال 2021 ‏ ESP | فريق إسبانيا لركوب الدراجات للرجال 2021 ‏ ESP | فريق إسبانيا لركوب الدراجات للرجال 2021 ‏ ESP |
| -------------------------------------------- | -------------------------------------------- | -------------------------------------------- |
| م                                            | عداء                                         | مرتبة                                        |
| 38                                           | Roger Adrià ‏                                 | 29                                           |
| 39                                           | ديفيد دي لا كروز                             | لم يكمل السباق                               |
| 40                                           | إيمانول إرفيتي                               | لم يكمل السباق                               |
| 41                                           | إيفان غارسيا                                 | لم يكمل السباق                               |
| 42                                           | جوركا إيزاجير                                | لم يكمل السباق                               |
| 43                                           | جون ازقيراي                                  | لم يكمل السباق                               |
| 44                                           | مايكل اندا                                   | لم يكمل السباق                               |
| 45                                           | Antonio Jesús Soto ‏                          | لم يكمل السباق                               |

| فريق ألمانيا لركوب الدراجات للرجال 2021‏ GER | فريق ألمانيا لركوب الدراجات للرجال 2021‏ GER | فريق ألمانيا لركوب الدراجات للرجال 2021‏ GER |
| ------------------------------------------- | ------------------------------------------- | ------------------------------------------- |
| م                                           | عداء                                        | مرتبة                                       |
| 46                                          | سيمون جيشكي                                 | 16                                          |
| 47                                          | ميغيل هايدمان ‏                              | لم يكمل السباق                              |
| 48                                          | Florian Lipowitz ‏                           | لم يكمل السباق                              |
| 49                                          | يوناس راب                                   | لم يكمل السباق                              |
| 50                                          | Jonas Rutsch ‏                               | لم يكمل السباق                              |
| 51                                          | Immanuel Stark ‏                             | لم يكمل السباق                              |
| 52                                          | Jannik Steimle ‏                             | لم يكمل السباق                              |
| 53                                          | Georg Steinhauser ‏                          | لم يكمل السباق                              |

| فريق سويسرا لركوب الدراجات 2021 ‏ SUI | فريق سويسرا لركوب الدراجات 2021 ‏ SUI | فريق سويسرا لركوب الدراجات 2021 ‏ SUI |
| ------------------------------------ | ------------------------------------ | ------------------------------------ |
| م                                    | عداء                                 | مرتبة                                |
| 54                                   | ماتيو باديلاتي                       | 24                                   |
| 55                                   | مارك هيرشي                           | 6                                    |
| 56                                   | Fabian Lienhard ‏                     | لم يكمل السباق                       |
| 57                                   | Gino Mäder ‏                          | لم يكمل السباق                       |
| 58                                   | Simon Pellaud ‏                       | لم يكمل السباق                       |
| 59                                   | سيباستيان رايشنباخ                   | 27                                   |
| 60                                   | Roland Thalmann ‏                     | لم يكمل السباق                       |
| 61                                   | Yannis Voisard ‏                      | لم يكمل السباق                       |

| فريق البرتغال لركوب الدراجات للرجال 2021 ‏ POR | فريق البرتغال لركوب الدراجات للرجال 2021 ‏ POR | فريق البرتغال لركوب الدراجات للرجال 2021 ‏ POR |
| --------------------------------------------- | --------------------------------------------- | --------------------------------------------- |
| م                                             | عداء                                          | مرتبة                                         |
| 62                                            | جواو ألميدا                                   | 14                                            |
| 63                                            | روي كوستا                                     | 18                                            |
| 64                                            | روبن جيريرو                                   | لم يكمل السباق                                |
| 65                                            | نيلسون أوليفيرا                               | 28                                            |
| 66                                            | روي أوليفيرا                                  | لم يكمل السباق                                |
| 67                                            | رافاييل ريس                                   | لم يكمل السباق                                |

| فريق روسيا لركوب الدراجات 2021 ‏ RUS | فريق روسيا لركوب الدراجات 2021 ‏ RUS | فريق روسيا لركوب الدراجات 2021 ‏ RUS |
| ----------------------------------- | ----------------------------------- | ----------------------------------- |
| م                                   | عداء                                | مرتبة                               |
| 68                                  | سيرجي تشيرنيتسكي                    | 26                                  |
| 69                                  | Pavel Kochetkov ‏                    | لم يكمل السباق                      |
| 70                                  | رومان ماكين                         | لم يكمل السباق                      |
| 71                                  | دينيس نكراسوف                       | لم يكمل السباق                      |
| 72                                  | Artem Nych ‏                         | لم يكمل السباق                      |
| 73                                  | بافل سيفاكوف                        | 9                                   |
| 74                                  | ديمتري ستراخوف                      | 21                                  |

| فريق النرويج لركوب الدراجات للرجال 2021 ‏ NOR | فريق النرويج لركوب الدراجات للرجال 2021 ‏ NOR | فريق النرويج لركوب الدراجات للرجال 2021 ‏ NOR |
| -------------------------------------------- | -------------------------------------------- | -------------------------------------------- |
| م                                            | عداء                                         | مرتبة                                        |
| 75                                           | Kristian Aasvold ‏                            | لم يكمل السباق                               |
| 76                                           | Sven Erik Bystrøm ‏                           | لم يكمل السباق                               |
| 77                                           | أودد كريستيان إيكينغ                         | 23                                           |
| 78                                           | ماركوس هويلجارد                              | 7                                            |
| 79                                           | ألكسندر كريستوف                              | لم يكمل السباق                               |
| 80                                           | Andreas Leknessund ‏                          | لم يكمل السباق                               |

| فريق جمهورية أيرلندا لركوب الدراجات للرجال 2021‏ IRL | فريق جمهورية أيرلندا لركوب الدراجات للرجال 2021‏ IRL | فريق جمهورية أيرلندا لركوب الدراجات للرجال 2021‏ IRL |
| --------------------------------------------------- | --------------------------------------------------- | --------------------------------------------------- |
| م                                                   | عداء                                                | مرتبة                                               |
| 81                                                  | سام بينيت                                           | لم يكمل السباق                                      |
| 82                                                  | Conn McDunphy ‏                                      | لم يكمل السباق                                      |
| 83                                                  | ريان مولين                                          | لم يكمل السباق                                      |
| 84                                                  | Matthew Teggart ‏                                    | لم يكمل السباق                                      |

| فريق بولندا لركوب الدراجات 2021 ‏ POL | فريق بولندا لركوب الدراجات 2021 ‏ POL | فريق بولندا لركوب الدراجات 2021 ‏ POL |
| ------------------------------------ | ------------------------------------ | ------------------------------------ |
| م                                    | عداء                                 | مرتبة                                |
| 85                                   | Marcin Budziński (cyclist) ‏          | لم يكمل السباق                       |
| 86                                   | ميخال غولاش                          | لم يكمل السباق                       |
| 87                                   | ياكوب كازماريك                       | لم يكمل السباق                       |
| 88                                   | Przemysław Kasperkiewicz ‏            | لم يكمل السباق                       |
| 89                                   | ماسيج باتيرسكي                       | لم يكمل السباق                       |
| 90                                   | Szymon Tracz ‏                        | لم يكمل السباق                       |

| فريق النمسا لركوب الدراجات للرجال 2021‏ AUT | فريق النمسا لركوب الدراجات للرجال 2021‏ AUT | فريق النمسا لركوب الدراجات للرجال 2021‏ AUT |
| ------------------------------------------ | ------------------------------------------ | ------------------------------------------ |
| م                                          | عداء                                       | مرتبة                                      |
| 91                                         | فيليكس غال                                 | لم يكمل السباق                             |
| 92                                         | فيليكس جروس شارتنر                         | 22                                         |
| 93                                         | ماركو هالر                                 | لم يكمل السباق                             |
| 94                                         | هيرمان بيرنشتاينر                          | لم يكمل السباق                             |
| 95                                         | Sebastian Schönberger ‏                     | لم يكمل السباق                             |

| فريق التشيك لركوب الدراجات للرجال 2021‏ CZE | فريق التشيك لركوب الدراجات للرجال 2021‏ CZE | فريق التشيك لركوب الدراجات للرجال 2021‏ CZE |
| ------------------------------------------ | ------------------------------------------ | ------------------------------------------ |
| م                                          | عداء                                       | مرتبة                                      |
| 96                                         | جان بارتا                                  | لم يكمل السباق                             |
| 97                                         | Michael Kukrle ‏                            | 20                                         |
| 98                                         | زدينيك ستيبار                              | لم يكمل السباق                             |
| 99                                         | Adam Ťoupalík ‏                             | لم يكمل السباق                             |
| 100                                        | دانيال توريك                               | لم يكمل السباق                             |

| فريق سلوفاكيا لركوب الدراجات 2021‏ SVK | فريق سلوفاكيا لركوب الدراجات 2021‏ SVK | فريق سلوفاكيا لركوب الدراجات 2021‏ SVK |
| ------------------------------------- | ------------------------------------- | ------------------------------------- |
| م                                     | عداء                                  | مرتبة                                 |
| 101                                   | Juraj Bellan ‏                         | لم يكمل السباق                        |
| 102                                   | Marek Čanecký ‏                        | لم يكمل السباق                        |
| 103                                   | مارتن هارينغ ‏                         | لم يكمل السباق                        |
| 104                                   | جوراج ساغان                           | لم يكمل السباق                        |
| 105                                   | بيتر ساغان                            | لم يكمل السباق                        |
| 106                                   | Patrik Tybor ‏                         | لم يكمل السباق                        |

| فريق إستونيا لركوب الدراجات للرجال 2021‏ EST | فريق إستونيا لركوب الدراجات للرجال 2021‏ EST | فريق إستونيا لركوب الدراجات للرجال 2021‏ EST |
| ------------------------------------------- | ------------------------------------------- | ------------------------------------------- |
| م                                           | عداء                                        | مرتبة                                       |
| 107                                         | Gert Kivistik ‏                              | لم يكمل السباق                              |
| 108                                         | Karl Patrick Lauk ‏                          | لم يكمل السباق                              |
| 109                                         | ميكيل ريم                                   | لم يكمل السباق                              |
| 110                                         | Rein Taaramäe                               | لم يكمل السباق                              |
| 111                                         | Norman Vahtra ‏                              | لم يكمل السباق                              |

| فريق أوكرانيا لسباق الدراجات على الطريق للرجال 2021‏ UKR | فريق أوكرانيا لسباق الدراجات على الطريق للرجال 2021‏ UKR | فريق أوكرانيا لسباق الدراجات على الطريق للرجال 2021‏ UKR |
| ------------------------------------------------------- | ------------------------------------------------------- | ------------------------------------------------------- |
| م                                                       | عداء                                                    | مرتبة                                                   |
| 112                                                     | Anatolii Budiak ‏                                        | لم يكمل السباق                                          |
| 113                                                     | Vitaliy Buts ‏                                           | لم يكمل السباق                                          |
| 114                                                     | Oleksandr Golovash ‏                                     | لم يكمل السباق                                          |
| 115                                                     | Mykhaylo Kononenko ‏                                     | لم يكمل السباق                                          |
| 116                                                     | Andriy Kulyk ‏                                           | لم يكمل السباق                                          |
| 117                                                     | مارك بادون                                              | لم يكمل السباق                                          |

| فريق لوكسمبورغ لركوب الدراجات‏ LUX | فريق لوكسمبورغ لركوب الدراجات‏ LUX | فريق لوكسمبورغ لركوب الدراجات‏ LUX |
| --------------------------------- | --------------------------------- | --------------------------------- |
| م                                 | عداء                              | مرتبة                             |
| 118                               | Kevin Geniets ‏                    | لم يكمل السباق                    |
| 119                               | ميشيل رييس                        | لم يكمل السباق                    |
| 120                               | Luc Wirtgen ‏                      | لم يكمل السباق                    |
| 121                               | Jan Petelin ‏                      | لم يكمل السباق                    |

| فريق روسيا البيضاء لركوب الدراجات للرجال 2021‏ BLR | فريق روسيا البيضاء لركوب الدراجات للرجال 2021‏ BLR | فريق روسيا البيضاء لركوب الدراجات للرجال 2021‏ BLR |
| ------------------------------------------------- | ------------------------------------------------- | ------------------------------------------------- |
| م                                                 | عداء                                              | مرتبة                                             |
| 122                                               | Aleksandr Riabushenko ‏                            | لم يكمل السباق                                    |

| فريق رومانيا لركوب الدراجات للرجال 2021‏ ROU | فريق رومانيا لركوب الدراجات للرجال 2021‏ ROU | فريق رومانيا لركوب الدراجات للرجال 2021‏ ROU |
| ------------------------------------------- | ------------------------------------------- | ------------------------------------------- |
| م                                           | عداء                                        | مرتبة                                       |
| 123                                         | إميل ديمة ‏                                  | لم يكمل السباق                              |

| فريق ليتوانيا لركوب الدراجات للرجال 2021‏ LTU | فريق ليتوانيا لركوب الدراجات للرجال 2021‏ LTU | فريق ليتوانيا لركوب الدراجات للرجال 2021‏ LTU |
| -------------------------------------------- | -------------------------------------------- | -------------------------------------------- |
| م                                            | عداء                                         | مرتبة                                        |
| 124                                          | Edgaras Kovaliovas ‏                          | لم يكمل السباق                               |
| 125                                          | Venantas Lašinis ‏                            | لم يكمل السباق                               |
| 126                                          | افالداس سيسكفهيوس                            | لم يكمل السباق                               |

| فريق المجر لركوب الدراجات للرجال 2021‏ HUN | فريق المجر لركوب الدراجات للرجال 2021‏ HUN | فريق المجر لركوب الدراجات للرجال 2021‏ HUN |
| ----------------------------------------- | ----------------------------------------- | ----------------------------------------- |
| م                                         | عداء                                      | مرتبة                                     |
| 127                                       | Viktor Filutás ‏                           | لم يكمل السباق                            |
| 128                                       | Barnabás Peák ‏                            | لم يكمل السباق                            |
| 129                                       | János Pelikán ‏                            | لم يكمل السباق                            |
| 130                                       | أتيلا فالتر                               | لم يكمل السباق                            |

| فريق السويد لركوب الدراجات للرجال 2021‏ SWE | فريق السويد لركوب الدراجات للرجال 2021‏ SWE | فريق السويد لركوب الدراجات للرجال 2021‏ SWE |
| ------------------------------------------ | ------------------------------------------ | ------------------------------------------ |
| م                                          | عداء                                       | مرتبة                                      |
| 131                                        | لوكاس أريكسون                              | لم يكمل السباق                             |
| 132                                        | كيم ماجنوسون                               | لم يكمل السباق                             |

| فريق اليونان لركوب الدراجات للرجال 2021‏ GRE | فريق اليونان لركوب الدراجات للرجال 2021‏ GRE | فريق اليونان لركوب الدراجات للرجال 2021‏ GRE |
| ------------------------------------------- | ------------------------------------------- | ------------------------------------------- |
| م                                           | عداء                                        | مرتبة                                       |
| 133                                         | Georgios Boutopoulos ‏                       | لم يكمل السباق                              |

| منتخب ألبانيا لركوب الدراجات للرجال‏ ALB | منتخب ألبانيا لركوب الدراجات للرجال‏ ALB | منتخب ألبانيا لركوب الدراجات للرجال‏ ALB |
| --------------------------------------- | --------------------------------------- | --------------------------------------- |
| م                                       | عداء                                    | مرتبة                                   |
| 134                                     | Marolino Hoxha ‏                         | لم يكمل السباق                          |
| 135                                     | Mejdin Malhani‏                          | لم يكمل السباق                          |
| 136                                     | Ylber Sefa ‏                             | لم يكمل السباق                          |
| 137                                     | Olsian Velia ‏                           | لم يكمل السباق                          |

| فريق فنلندا لركوب الدراجات للرجال 2021‏ FIN | فريق فنلندا لركوب الدراجات للرجال 2021‏ FIN | فريق فنلندا لركوب الدراجات للرجال 2021‏ FIN |
| ------------------------------------------ | ------------------------------------------ | ------------------------------------------ |
| م                                          | عداء                                       | مرتبة                                      |
| 138                                        | Ukko Peltonen ‏                             | لم يكمل السباق                             |

| فريق إسرائيل لسباق الدراجات على الطريق للرجال‏ ISR | فريق إسرائيل لسباق الدراجات على الطريق للرجال‏ ISR | فريق إسرائيل لسباق الدراجات على الطريق للرجال‏ ISR |
| ------------------------------------------------- | ------------------------------------------------- | ------------------------------------------------- |
| م                                                 | عداء                                              | مرتبة                                             |
| 139                                               | Omer Goldstein ‏                                   | لم يكمل السباق                                    |
| 140                                               | قاي ساقيف                                         | لم يكمل السباق                                    |

| منتخب كرواتيا الوطني لسباق الدراجات على الطريق للرجال 2021‏ CRO | منتخب كرواتيا الوطني لسباق الدراجات على الطريق للرجال 2021‏ CRO | منتخب كرواتيا الوطني لسباق الدراجات على الطريق للرجال 2021‏ CRO |
| -------------------------------------------------------------- | -------------------------------------------------------------- | -------------------------------------------------------------- |
| م                                                              | عداء                                                           | مرتبة                                                          |
| 141                                                            | Josip Rumac ‏                                                   | لم يكمل السباق                                                 |

| فريق بلغاريا لركوب الدراجات للرجال‏ BUL | فريق بلغاريا لركوب الدراجات للرجال‏ BUL | فريق بلغاريا لركوب الدراجات للرجال‏ BUL |
| -------------------------------------- | -------------------------------------- | -------------------------------------- |
| م                                      | عداء                                   | مرتبة                                  |
| 142                                    | Spas Gyurov ‏                           | لم يكمل السباق                         |

| فريق آيسلندا لسباق الدراجات للرجال‏ ISL | فريق آيسلندا لسباق الدراجات للرجال‏ ISL | فريق آيسلندا لسباق الدراجات للرجال‏ ISL |
| -------------------------------------- | -------------------------------------- | -------------------------------------- |
| م                                      | عداء                                   | مرتبة                                  |
| 143                                    | Hafsteinn Geirsson ‏                    | لم يكمل السباق                         |
| 144                                    | Ingvar Ómarsson ‏                       | لم يكمل السباق                         |

| منتخب مولدوفا لركوب الدراجات للرجال‏ MDA | منتخب مولدوفا لركوب الدراجات للرجال‏ MDA | منتخب مولدوفا لركوب الدراجات للرجال‏ MDA |
| --------------------------------------- | --------------------------------------- | --------------------------------------- |
| م                                       | عداء                                    | مرتبة                                   |
| 145                                     | كريستيان رايليانو                       | لم يكمل السباق                          |

| فريق مقدونيا الشمالية لسباق الدراجات للرجال‏ MKD | فريق مقدونيا الشمالية لسباق الدراجات للرجال‏ MKD | فريق مقدونيا الشمالية لسباق الدراجات للرجال‏ MKD |
| ----------------------------------------------- | ----------------------------------------------- | ----------------------------------------------- |
| م                                               | عداء                                            | مرتبة                                           |
| 146                                             | Andrej Petrovski ‏                               | لم يكمل السباق                                  |

| فريق قبرص لسباق الدراجات للرجال 2021‏ CYP | فريق قبرص لسباق الدراجات للرجال 2021‏ CYP | فريق قبرص لسباق الدراجات للرجال 2021‏ CYP |
| ---------------------------------------- | ---------------------------------------- | ---------------------------------------- |
| م                                        | عداء                                     | مرتبة                                    |
| 147                                      | Andreas Miltiadis ‏                       | لم يكمل السباق                           |

| فريق موناكو لسباق الدراجات للرجال‏ MON | فريق موناكو لسباق الدراجات للرجال‏ MON | فريق موناكو لسباق الدراجات للرجال‏ MON |
| ------------------------------------- | ------------------------------------- | ------------------------------------- |
| م                                     | عداء                                  | مرتبة                                 |
| 148                                   | Antoine Berlin ‏                       | لم يكمل السباق                        |
| 149                                   | Victor Langellotti ‏                   | لم يكمل السباق                        |

| منتخب أذربيجان الوطني لسباق الدراجات على الطريق للرجال 2021‏ AZE | منتخب أذربيجان الوطني لسباق الدراجات على الطريق للرجال 2021‏ AZE | منتخب أذربيجان الوطني لسباق الدراجات على الطريق للرجال 2021‏ AZE |
| --------------------------------------------------------------- | --------------------------------------------------------------- | --------------------------------------------------------------- |
| م                                                               | عداء                                                            | مرتبة                                                           |
| 150                                                             | Musa Mikayilzade ‏                                               | لم يكمل السباق                                                  |

## التصنيف العام النهائي
| التصنيف العام         | التصنيف العام   | التصنيف العام | التصنيف العام        | التصنيف العام |
| العداء                | العداء          | البلد         | الفريق               | الوقت         |
| --------------------- | --------------- | ------------- | -------------------- | ------------- |
| 1                     | سوني كولبريلي   | إيطاليا       | Bahrain Victorious   | 4 س 19 د 45 ث |
| 2                     | رمكو أفينبول    | بلجيكا        | دكونيك كويك ستب      | + 0 ث         |
| 3                     | بينوا كوسنيفروي | فرنسا         | AG2R Citroën Team    | + 1 د 30 ث    |
| 4                     | ماتيو ترينتين   | إيطاليا       | فريق الإمارات        | + 1 د 44 ث    |
| 5                     | تادي بوجار      | سلوفينيا      | فريق الإمارات        | + 1 د 44 ث    |
| 6                     | مارك هيرشي      | سويسرا        | فريق الإمارات        | + 1 د 44 ث    |
| 7                     | ماركوس هويلجارد | النرويج       | أونو-إكس موبيليتي ‏   | + 1 د 44 ث    |
| 8                     | بن هيرمانز      | بلجيكا        | إسرائيل - بريمير تيك | + 1 د 46 ث    |
| 9                     | بافل سيفاكوف    | روسيا         | Ineos Grenadiers     | + 1 د 49 ث    |
| 10                    | فكتور كامبنارتس | بلجيكا        | Qhubeka NextHash     | + 5 د 41 ث    |
| مصدر: ProCyclingStats |                 |               |                      |               |

## وصلات خارجية
- لمحة عن سباق سباق الطريق لنخبة الرجال في بطولة أوروبا للدراجات 2021 على موقع  ProCyclingStats   (برو  سايكلنج  ستاتس) - إحصاءات  محترفي  الدراجات.
- سباق الطريق لنخبة الرجال في بطولة أوروبا للدراجات 2021 على موقع إحصائيات الدراجات الإحترافية (الإنجليزية)